# Campo sportivo di Fiorentino
Il campo sportivo di Fiorentino Federico Crescentini è il secondo stadio per capacità della Repubblica di San Marino e viene utilizzato nelle partite del Campionato di calcio sammarinese.
È situato nell'omonimo castello di Fiorentino in via XXI Settembre.
Il campo è lungo 105 metri e largo 60 ed è fornito d'illuminazione artificiale per le partite in notturna.
La capacità supera i 700 posti, di cui 350 sotto la tribuna coperta.
Nell'area sono presenti anche due campi di allenamento.
Nell'aprile 2008 le autorità sammarinesi lo hanno dedicato alla memoria di Federico Crescentini, calciatore sammarinese morto prematuramente in Messico nel 2006.